# Michel Poncet de La Rivière
Pour les articles homonymes, voir Poncet.
Michel Poncet de La Rivière (11 juillet 1671 - 2 août 1730 est un homme d'Église français, évêque d’Angers et prédicateur.

## Biographie
Michel Poncet de La Rivière est le fils de Mathias Poncet de La Rivière († 1693) et de Marie Betault († 1723). 
Prédicateur à Paris, il devient le vicaire général de son oncle et homonyme Michel Poncet de La Rivière, évêque d'Uzès, pour le compte duquel il effectue des interventions de « missionnaire » chez les Camisards. Il est nommé évêque d'Angers en 1706, consacré le 1er août. 
De La Rivière est un des premiers prédicateurs de son temps; ses sermons, ses oraisons funèbres, lui acquirent beaucoup de réputation. En 1710, il fait la dédicace de l'église du Bon-Pasteur, bâtie dans la rue Saint Nicolas à Angers, pour une communauté de religieuses non cloîtrées. L'éloquent discours qu'il prononce à la cérémonie du couronnement de Louis XV en 1722 obtient l'assentiment général. 
L'académie française, appréciant le mérite de l'évêque d'Angers, l'admet au nombre de ses membres le 10 janvier 1729; mais il ne jouit pas longtemps des honneurs académiques, et meurt le 2 août de l'année suivante.
Il fait partie, avec le roi Stanislas Leszczinski en 1750, des membres fondateurs de l'Académie de Stanislas. Il ne laisse à sa mort que quelques discours, sermons, harangues et lettres paroissiales, ainsi qu'une Oraison funèbre de très-haut, très-puissant et très-excellent prince Mgr Louis, Dauphin, prononcée dans l'église de l'abbaye royale de Saint-Denys, le dix-huitième juin 1711.
Un autre ouvrage, qui paraît avoir été commandé par lui-même, ou tout au moins par son secrétaire, paraît en 1721. La traduction littérale de son titre est :
- Recueil des Leçons, du bréviaire d’Angers, du Révérendissime et Illustrissime Père en Jésus-Christ Dom Michel Poncet de la Rivière, Evesque d’Angers ; par l'autorité et l'approbation du vénérable chapitre reconnu. Château-Gontier, chez Joseph Gentil, imprimeur et libraire de la ville et du collège, 1721. Avec privilège du Roy[3].

Il accueille comme chanoine à Angers son neveu le futur évêque Mathias Poncet de La Rivière dont il assure la formation ecclésiastique, prononce l'oraison funèbre du régent Philippe d'Orléans et meurt dans le 2 août 1730 dans sa résidence d'Éventard, désormais un quartier d'Angers